# Sigmundur Davíð Gunnlaugsson
Sigmundur Davíð Gunnlaugsson (Reiquiavique, 12 de março de 1975) é um político da Islândia. Foi o  primeiro-ministro desse país entre maio de 2013 e abril de 2016, quando renunciou ao cargo após seu nome estar envolvido no escândalo Panama Papers.

## Primeiro-ministro da Islândia
Em 27 de abril de 2013 se realizaram na Islândia as eleições para o Parlamento. O partido governista social-democrata da primeira-ministra Jóhanna obteve uma grande derrota, conquistando o terceiro lugar com 12,9%, o que permitiu a volta da centro-direita ao poder. Em 2009, os social-democratas tomaram posse na Islândia face ao decorrente colapso do setor bancário com a crise financeira; estes conseguiram por fim a crise financeira no país por via de extremas políticas de austeridade, todavia, tornou-se impopular por causa do aumento de impostos, da tolerância com credores estrangeiros, do aumento da dívida pública e de erros políticos. A nova composição do Parlamento deu 19 assentos para o Partido da Independência, 19 assentos para o Partido do Progresso, 9 assentos para a Aliança Social-Democrata, 7 assentos para o Movimento de Esquerda Verde, 6 assentos para o Futuro Brilhante e 3 assentos para o Partido Pirata.
Com 26,7% dos votos, o Partido da Independência (direita) liderado por Bjarni Benediktsson conseguiu 19 assentos, assim como o segundo colocado, o Partido do Progresso (centro) com 24,43%. Em 22 de maio, os dois partidos vencedores anunciaram uma aliança política para assumir o governo do país. Em 23 de maio de 2013, o novo governo tomou posse, sendo que dentro do ministério nove integrantes nunca haviam anteriormente assumido um posto de ministro. O novo governo explicitou que não iria dar continuidade "as negociações de adesão com a União Europeia enquanto não houver um referendo". Sigmundur Gunnlaugsson foi declarado o novo primeiro-ministro e Bjarni Benediktsson o ministro das Finanças. A plataforma do novo governo também apresentou esforços para a diminuição da dívida no setor imobiliário com recursos oriundo de credores dos bancos que faliram durante a crise, e simplificar o sistema fiscal para atenuar os impostos.